# Vocabulaire politique arabe
Il existe un vocabulaire politique arabe spécifique au monde arabe, en langue arabe ou non, souvent utilisé dans les ouvrages de science politique et par l'importante presse francophone locale du Maghreb, qui  fait fréquemment usage de termes politiques arabes compris par tous les lecteurs. Ce vocabulaire ne doit pas être confondu avec le vocabulaire de l'islam, arabe et musulman n'étant pas des synonymes (il y a des Arabes non musulmans, et la majeure partie des musulmans ne sont pas arabes), même si certains termes sont communs, l'arabe étant la langue liturgique de l'islam. Certains termes politiques arabes sont également utilisés dans d'autres langues de peuples majoritairement islamisés, le persan (fārsi en Iran, dari en Afghanistan), l'ourdou ou le turc.
- al baath al arabi (البعث العربي) : renaissance arabe, le parti Baas (la transcription correcte est Baath, le th (ث) étant alors prononcé comme dans l'anglais think).
- amir al mouminin (أمير المؤمنين) : le commandeur des croyants, titre du roi du Maroc, dirigeant des musulmans marocains, comme la reine d'Angleterre qui est chef de l'Église anglicane.
- asabiyya (عصبية) : clanisme, familisme, terme inventé par le sociologue arabe Ibn Khaldoun, ces dernières décennies souvent utilisé à propos de la Syrie baassiste, mais également au Maroc, en Algérie, au Liban et en Arabie.
- baltaguia : sbire d'un pouvoir dictatorial, qui agit en coordination avec la police pour terroriser les opposants.
- chouhada (sg. chahid, شَهيد) : martyrs (tant au sens politique que religieux), désigne en Algérie les moudjahids (voir ci-dessous) morts pendant la guerre d'Algérie, il est souvent question dans les médias francophones algériens de la "Coordination des enfants de chouhada", une organisation nationaliste francophobe liée à l'ancien parti unique FLN; le terme est également utilisé pour désigner les combattants palestiniens ou irakiens ayant commis un attentat-suicide, que leurs partisans qualifient également de "combattants morts en action" ou bien les civils tués par l'armée israélienne[réf. nécessaire].
- harki (الحركي) : soldat français d'origine algérienne engagé aux côtés de l'armée française dans une unités appelées harka (du mot haraka, حركة , mouvement) pendant la guerre d'Algérie.
- hogra : mépris (en dialectal marocain et algérien), terme utilisé par le mouvement d'opposition algérien à partir de 2001 pour désigner l'attitude des autorités vis-à-vis du peuple.
- ikhwan (الإخوان) : frères, désigne soit (actualité) les Frères musulmans, soit (histoire) les soldats-propagandistes wahhabites qui ont aidé la famille Al-Saoud à conquérir le territoire actuel de l'Arabie saoudite.
- intifada (انتفاضة), action de remuer, révolte, désigne plusieurs révoltes populaires contre des gouvernements, celle du peuple irakien en 1952, celles des Palestiniens contre l'armée d'occupation israélienne en 1987-1993 et en 2001-2005, celle du mouvement de Moqtada al-Sadr en Irak contre les Américains en 2003, le terme a également été revendiqué par les manifestants du Sahara occidental (sous occupation marocaine) en mai-juin 2005; l'« intifada de l'indépendance » est le terme utilisé par les médias libanais pour désigner ce qui est depuis lors plus connu comme « révolution des cèdres », réaction démocratique à la suite de l'assassinat de Rafic Hariri en février 2005.
- intifada al aqsa (انتفاضة الاقصى) : deuxième intifada palestinienne, à partir de septembre 2000, à la suite de la provocation d'Ariel Sharon sur l'Esplanade des Mosquées à Jérusalem, où se trouve la mosquée Al-Aqsa.
- ittihad (الاتحاد) : union, unité, fait référence dans le Machrek à l'unité arabe, au panarabisme, alors qu'au Maroc le terme francophone dérivé, ittihadiste, fait référence à l'Union socialiste des forces populaires, le parti local membre de l'Internationale socialiste; le terme ittihad et l'adjectif ittihadi désignaient également, au Maroc et du temps de la présence d'une importante communauté juive, les institutions de l'Alliance israélite universelle.
- (d)jamahiriyya (جماهيرية) : « État des masses » ((d)jamahir, les masses, est le pluriel de jumhur, le public, dont dérive le mot (d)jumhuriyya, الجمهورية , république), néologisme créé par Mouammar Kadhafi pour désigner en 1977 le système politique de la Libye. Sous Kadhafi, la dénomination officielle de la Libye est Grande Jamahiriya arabe libyenne populaire et socialiste.
- kataëb (الكتائب) : phalange, milice et parti politique libanais maronite d'extrême droite fondée en 1936 et ayant pour modèle les Chemises noires mussoliniennes (à la même époque, des "Chemises vertes" musulmanes, de même inspiration, sévissaient en Syrie).
- kifāya (كفايه) : "ça suffit !", slogan de l'opposition démocratique égyptienne ; opposition regroupant toutes les tendances politiques (nasséristes, islamistes, libéraux et communistes) : voir l'article concernant ce mouvement.
- makhzen (مخزِن) : la structure de pouvoir de type féodal par laquelle le Royaume du Maroc est gouverné, avec à sa tête le roi, amir al-mouminin, on parle aussi de "mentalité makhzénienne", de "partis makhzéniens".
- moudjahid (مجاهد) : combattant, désigne en Algérie les combattants du Front de libération nationale pendant la guerre d'Algérie, le terme moudjahiddin (مجاهدين), utilisé dans les médias internationaux, désigne les Afghans ayant combattu l'invasion soviétique en Afghanistan, ainsi que les volontaires islamistes, essentiellement arabes, partis se battre en Bosnie-Herzégovine aux côtés de l'armée bosniaque ou en Tchétchénie contre l'armée russe ; en Iran, l'Organisation des Moudjahiddin du Peuple d'Iran, ou moudjahiddin khalq (مجاهدين خلق , khalq signifie peuple en farsi), est une organisation politique clandestine islamo-marxiste qui a combattu le régime du Shah et combat actuellement le régime islamiste.
- moukhabarat (مخابرات) : les services de renseignements des pays arabes (littéralement : informateur[1]).
- nahda (النهضة) : renaissance culturelle arabe au XIXe siècle.
- nakba (النكبة , parfois erronément orthographié naqba): catastrophe, défaite des armées arabes contre les milices sionistes en Palestine en 1948, et expulsion/exode de la plupart des Arabes de l'entité juive créée par le partage de la Palestine et devenue l'État d'Israël.
- qawmiyya : nationalisme, comme dans al-qawmiyya al-'arabiyya, nationalisme arabe; le terme qawmi au sens de « national » existe également en ourdou, les médias anglophones du Pakistan utilisent la transcription qaumi, cf. le nom du parti muhadjir Mouvement Muttahida Qaumi.
- raïs (رئیس) : président, a désigné tant Gamal Abdel Nasser que Yasser Arafat ou Saddam Hussein.
- shuʿubiyya (الشعوبية) : séparatisme non-arabe; le néologisme néo-shuʿubiyya est utilisé par le politologue néerlandais Leonard Biegel pour désigner les idéologies alternatives au panarabisme, du type phénicianisme, égyptianisme (nationalisme égyptien mettant en avant le passé non arabe de l'Égypte), grand-syrianisme (Parti social nationaliste syrien).
- taïfiyya : communautarisme, confessionnalisme (souvent utilisé à propos du Liban), en référence aux taïfas de l'Espagne musulmane.
- wataniyya : patriotisme, relatif à une nation étatique et supra-ethnique, et non à une nation supra-étatique de type ethnique, même si le terme watan est également utilisé pour désigner la communauté des pays arabes, al watan al arabi.
- zaïm (الزعيم) : leader, a été utilisé autant pour désigner Messali Hadj dans l'Algérie des années 1940 que le colonel Abdul Karim Qasim en Irak de 1959 à 1961; au Liban, un zaïm est un chef de clan clientéliste, le pluriel zuama est également utilisé pour désigner le système de clientélisme clanique et féodal à la libanaise.
- zarda ou zerda (pl. zroud) : au Maroc (et par extension dans la diaspora marocaine), grand repas souvent organisé pendant les campagnes électorales par un candidat pour régaler les électeurs potentiels.